# Station Oostkerke
Station Oostkerke was een spoorwegstation langs spoorlijn 73 (Deinze - De Panne) in Oostkerke een deelgemeente van de stad Diksmuide.